# Tano (Kōchi)
Tano (田野町 Tano-chō?) es un pueblo localizado en la prefectura de Kōchi, Japón. En junio de 2019 tenía una población estimada de 2.506 habitantes y una densidad de población de 384 personas por km². Su área total es de 6,53 km².

## Geografía

### Localidades circundantes
- Prefectura de Kōchi
  - Kitagawa
  - Nahari
  - Yasuda

## Demografía
Según los datos del censo japonés, esta es la población de Tano en los últimos años.
| 1995  | 2000  | 2005  | 2010  | 2015  |
| ----- | ----- | ----- | ----- | ----- |
| 3.575 | 3.315 | 3.236 | 2.932 | 2.733 |